# Valentim Benício da Silva
Valentim Benício da Silva (Uruguaiana, 14 de fevereiro de 1883 — Rio de Janeiro, 23 de agosto de 1958) foi um militar brasileiro, alcançando o posto de general-de-exército. Destacou-se por ter comandado a 1ª Região Militar e a 3ª Região Militar; e, também por ter realizado um importante trabalho de modernização da Biblioteca do Exército e tê-la tornando em uma editora.

## Biografia
Benício iniciou sua carreira militar em 1900, ainda no Rio Grande do Sul, posteriormente transferindo-se para a cidade do Rio de Janeiro, então capital federal do Brasil.
Ao longo de sua carreira militar destacou-se por ter exercido o comandado do 11º Regimento de Cavalaria, da a Escola de Cavalaria e o Regimento Andrade Neves, na Vila Militar do Rio de Janeiro, sendo que esta última unidade ele o fez durante a Revolução Constitucionalista de 1932.
Em 1937 passou a comandar a Biblioteca do Exército, a qual reorganizou e modernizou-a para torna-lá em uma editora, em sua memória a Biblioteca do Exército Editora mantém a chamada Coleção General Benício com mais de duzentos títulos publicados.
Durante os eventos do Levante Integralista, de 1938, Benício da Silva teve a sua casa no bairro do Flamengo invadida por simpatizantes do movimento; todavia o militar e seus familiares conseguiram resistir as investidas dos invasores em ocupar o interior da sua residência.
Valentim Benício declinou do convite feito pelo general Eurico Gaspar Dutra, então Ministro da Guerra, para comandar a Força Expedicionária Brasileira, durante a Segunda Guerra Mundial.
Passou a comandar, em 1942, a 3ª Região Militar, sediada em Porto Alegre, e, a partir de 1943, a 1ª Região Militar, com sede no Rio de Janeiro, onde ficaria no cargo até 1945.
Benício ainda foi membro da Academia Rio-Grandense de Letras e do Instituto Histórico e Geográfico do Rio Grande do Sul